# Fergal mac Máele Dúin
Fergal mac Máele Dúin (m. 11 diciembre 722) fue un Rey Supremo de Irlanda.
Fergal era miembro de la rama de Cenél nEógain de los Uí Néill del norte. Era hijo de Máel Dúin mac Máele Fithrich (m. 681), Rey de Ailech, y bisnieto de Áed Uaridnach (m. 612). Pertenecía a la familia de Cenél maic Ercae y fue Rey de Ailech de 700 a 722.
Como rey de Ailech, Fergal participó en la victoria sobre los hombres de Connacht en 707 dónde su rey Indrechtach mac Dúnchado fue asesinado. Esto fue una venganza por la derrota y muerte de Loingsech mac Óengusso en 703 en la Batalla de Corann. El hijo de Loingsech, Fergal mac Loingsig era uno de los participantes.
Fergal se convirtió en rey supremo en 710, a la muerte de Congal Cennmagair de Cenél Conaill. Gobernó de 710 a 722.
Los Cenél nEógain se estaban expandiendo hacia el territorio de Airgialla. En 711 luchó en la Batalla de Sliab Fuait (en the Fews, Condado Armagh) dónde el rey de Uí Méith, Tnúthach hijo de Mochloinges, y Cú Raí mac Áedo de Fir Cúl de Síl nÁedo Sláine de Brega resultaron muertos. La hostilidad hacia Síl nÁedo Sláine queda evidenciada por la expulsión de Fogartach mac Néill (m. 724) del trono de Brega en 714 y su exilio a Gran Bretaña. Esto parece ser obra de Fergalin junto con Murchad Midi (m. 715) el Rey de Uisnech de Clann Cholmáin y Murchad puede haber sido el lugarteniente de Fergal en el sur.
El tío de Fogartach, Conall Grant (m. 718) mató a Murchad al año siguiente y Fogartach regresó en 716. En 717 Fogartach provocó desórdenes en el Óenach Tailten—un a asamblea anual de los Uí Néill Teltown—donde dos hombres fueron asesinados. Entonces en 718 Conall Grant ganó una victoria sobre una coalición de Uí Néill del sur en la Batalla de Cenannas (cerca de Kells) como parte de las contiendas internas de Síl nÁedo Sláine. Frustrado, Fergal intervino y consiguió asesinar a Conall dos meses más tarde. Esto parece haber resuelto las disputas internas.
En 719 Fergal empezó a imponer su autoridad en Leinster mediante expediciones que han sido registradas. En 721 Cathal mac Finguine, rey de Munster (m. 742) y Murchad mac Brain Mut (m. 727), rey de Leinster atacaron el territorio de los Uí Néill del sur y devastaron la llanura de Brega. Ese mismo año, Fergal respondió contra Leinster; invadió y saqueó hasta que se aceptó el tributo en ganado y tomó rehenes. Se firmó una tregua con Cathal también. Los hombres de Leinster rompieron la tregua y Fergal invadió de nuevo en 722 con un gran ejército de Uí Néill del norte y del sur y sus aliados Airgíalla. No obstante, el 11 de diciembre de 722 Fergal y numeroso nobles del Uí Néill murieron en la Batalla desastrosa de Allen (Condado Kildare) contra Leinster. La batalla es recordada en la saga del siglo X Cath Almaine.
Según la saga Fáistine Fergaile meic Máele Dúin ("La profecía de Fergal mac Máele Dúin") su hijo Áed Allán nació de una hija del rey supremo Congal Cennmagair en una unión ilícita mientras la madre de su hijo Niall Frossach era de los Ciannachta. Tanto Áed Allán como Niall Frossach fueron reyes supremos posteriormente. Fergal fue sucedido como Rey Supremo por Fogartach mac Néill del Síl nÁedo Sláine. Su hijo Áed Allán le sucedió como Rey de Ailech y jefe de Cenél nEógain.